# 石飛仁
石飛 仁（いしとび じん、英語: Jin Ishitobi、1942年8月1日 - ）は、日本のノンフィクション作家、社会運動家。
花岡事件など中国人強制連行、日本の戦争責任問題に取り組み、日中友好に努める。
月刊「産業と経済」編集長。東京東アジア文化交流会代表。本名：樋口 仁一（ひぐち じんいち）。

## 来歴
大阪府生まれ。1954年東京都新宿区富久町へ転居。富久小学校6年に転校。1957年、東戸山中学卒業（第1期生）。1961年、駒澤大学付属高校（渋谷校）、1965年駒澤大学文学部国文学科卒業。
劇団「青俳」演出部に入団。秋浜悟・木村光一演出助手（「青俳」第一回紀伊国屋演劇賞受賞、木村光一文部大臣賞受賞）
。
1967年蜷川幸雄、岡田英次、蟹江敬三、石橋蓮司らと劇団「現代人劇場」を結成。新劇人反戦青年委員会代表を務める。
1970年、劇団退団後ルポライターとなり月刊「潮」を中心に戦争責任をめぐるルポを執筆。1971年「花岡事件」の調査を開始。1972年光文社女性自身の「シリーズ人間」班専属記者となる。1973年太平出版社より「中国人強制連行の記録」刊行。
1984年、花岡事件被害者在日四氏の代理人として企業交渉開始。事実の劇場劇団「不死鳥」結成。
1985年「花岡事件」指導者耿諄発見。河南省で初会見（来日運動を開始）。1991年孫平化中日友好協会会長と会見し、天津の抗日殉難者記念館初の調査。企業交渉原則合意に至る。
1997年「秋田裁判記録」発見により、7月1日「花岡事件」慰霊供養の集い開始。1998年「日中平和祈念堂」建設事業団（二階堂進会長）準備室長となる。2001年天津中日平和慰霊公園建設事業で天津市と合意調印。
2003年女性自身専属記者を離れ、フリーライターとなる。出雲古代史起し「御門火まつり」開始。2004年日本写真芸術専門学校フォトフィールドワーク科講師（2年間）。2006年天津抗日殉難者祈念館完成。2007年（社団法人）国際善隣協会正会員となる。「1＆2演劇祭」運営委員長就任。
2008年「産業と経済」編集長に就任。季刊「日本主義」同人。東京東アジア文化交流会主宰。2011年、NPO国際縄文学協会会員。

## 主な著書
- 「中国人強制連行の記録」（太平出版社 1973年）[3]
- 「風の使者ゼノ神父」（講談社 1982年）
- 「夢の砂漠」（佐川出版 1983年）
- 「悪魔の証明」（経林書房 1987年）
- 「自然が体に優しいだから私は野菜党」（農文協　1990年）
- 「花岡事件」（現代書館 1996年）
- 「中国人強制連行の記録―日本人は中国人に何をしたか「」（三一書房 1997年）
- 「魂の教育」（東林出版社 1998年）
- 「風の使者ゼノ」（自然食通信 1998年）
- 「蘇れ古代出雲よ」（新泉社　2004年）
- 「花岡事件『鹿島交渉』の軌跡」 (彩流社 2010年）

### 共著
- 「魅せられてフリークス」（秀英書房 1982年）
- 「迷走」（経林書房 1985年）
- 「人間の記録'88」（二期出版 1988年）
- 「愛が引き裂かれたとき―追跡ルポ・結婚差別」（解放出版社 1996年）

### 監修など
- 「レキ君の北斗七星学級」制作（徳間書店 1982年）
- 「讃歌ドキュメント出産」参加協力（恒友出版 1983年）
- 「娘・松坂慶子への遺言」協力（光文社 1993年）
- 「特殊諜報員」協力（現代書館 1998年）
- 「座長　誠」協力（光文社 1999年）
- 「花岡事件『秋田裁判記録』」監修（金子博文著、彩流社 2010年）[4][5]